# 犬丸直
犬丸 直（いぬまる ただし、1923年9月8日 - 2010年6月27日）は、日本の文部官僚。

## 人物・来歴
愛知県生まれ。1948年東京帝国大学法学部卒業後、文部省入省。1975年学術国際局審議官、76年管理局長、77年文化庁長官をへて退官。1980年国立劇場理事、1986-88年東京国立近代美術館館長、ユネスコ・アジア文化センター理事長、1990-2004年日本藝術院院長。

## 栄典
- 勲一等瑞宝章（2003年）[4]

## 著書
- 『高等専門学校制度と関係法令の解説』第一法規出版, 1962
- 『わが家の桜 随筆集』角川書店, 1981.3
- 『志をもって生きる 行雲流水八十余年』清流出版, 2005.11

### 共著
- 『公立学校教職員の給与』犬丸直 等著. 日本出版, 1954
- 『日本の伝統工芸品産業全集』全8巻 吉田光邦共編, 伝統的工芸品産業振興協会 監修. ダイヤモンド社, 1992.1
- 『日本藝術の創跡 2003年度版』総監修. 世界文藝社, 2003.5